# デ・クラシケル
デ・クラシケル（オランダ語: De Klassieker, 英語直訳: The Classic）は、オランダ・アムステルダムに本拠地を置くアヤックス・アムステルダムとロッテルダムに本拠地を置くフェイエノールトのサッカーの対戦のことであり、オランダサッカーにおける伝統の一戦である。1966年1月9日にロッテルダムで行われた試合でダービー史上最大の65,562人の観客を集めた。時に"クラシケール"と表記されるが、発音は"クラシーケル"が近い。2008年にイギリスのサッカー専門誌「ワールドサッカー」によって世界50大ダービーの5位にランク付けされたが、オランダではデ・クラシケルは一般的に「ダービーを超えた存在」と見なされている。

## 歴史
この2クラブがライバル関係を築くきっかけになったのは1917-18、1918-19シーズン。この時までは、アヤックスやスパルタ・ロッテルダムなどの、エリートたちのクラブによるリーグ戦を展開していたが、フェイエノールトを始めとする複数の労働者階級のクラブがリーグ参戦のアピールをしたことで、1917-18シーズンに2部リーグが創設され、フェイエノールトは初めて全国のリーグ戦に参加する。フェイエノールトはしばらく2部からの昇格を果たせなかったが、1920-21シーズンに1部昇格を決め、1921-22シーズンからアヤックスとフェイエノールトが同じリーグカテゴリーに位置することとなった。この間、アヤックスは1917-18、1918-19シーズンに初優勝を含むリーグ連覇を達成している。
そして1921年10月9日、アヤックスとフェイエノールトがロッテルダムにて初対戦。この試合がタイムアップを迎えた時は2-3でアヤックスの勝利だったが、フェイエノールト側の抗議により2-2の引き分けという公式結果に落ち着いた。このシーズンはフェイエノールトがBlauw-Witに次ぐ2位という好成績で終了。アヤックスもフェイエノールトに次ぐ勝点1ポイント差の3位に。これから2年後の1923-24シーズンに、フェイエノールトが念願のリーグ初優勝。
オランダの歴史家Henri Beundersは「このライバル関係はフットボールでの嫉妬、憎しみを超えた存在」と語るように、「エリートの街」アムステルダムと「労働者の街」ロッテルダムという、街の性質の違いによるライバル心が存在し続けており、この2クラブがそれぞれの大都市を代表するようになった時点で必然的にお互いが宿敵となった。

## サポーターによる事件
1989年10月22日、アヤックスのホーム、デ・メーアで行われた試合でフェイエノールトのサポーターが手製の釘爆弾をピッチに投げ込み、19人が負傷するという大事件が起こった。このため、フェイエノールトは、次のFCデン・ハーグ戦を無観客で戦うよう命じられた。
2023年9月24日のデ・クラシケルで、アヤックスのサポーターがピッチに花火や発炎筒を投げ込み、0―3で負けている後半11分に試合は中止になった。オランダ公共テレビ「NOS」、英放送局「BBC」などによると、0―2の場面でプラスチックカップがピッチに投げ込まれ、0―3になると花火が打ち込まれた。後半開始後にも花火や発炎筒が投げ込まれたため、審判団が試合中止を宣告した。中止決定後には、アヤックスのサポーターが暴徒化。メインエントランスが破壊されたため、スタジアムは一時封鎖された。フェイエノールトの選手、スタッフは安全が確保されるまでドレッシングルームで待機を命じられた。スタジアム外でも混乱は続き、地元警察は暴力行為に及んだサポーター3人を逮捕。機動隊は催涙ガスを使って事態の収拾を図った。

## 両クラブの支持層の特徴
両クラブの歴史と支持層の違いからデ･クラシケルはエリート対大衆という意味合いでも見られている。オランダの多くのクラブは大衆のクラブ(Volksclub)であり、フェイエノールトがその代表的存在である一方、アヤックスはエリートのクラブ(Eliteclub)として認識されている。これを受けて2013年1月のデ･クラシケルを前に、当時アヤックスの監督だったフランク・デ・ブールは「しかしアヤックスも大衆のクラブだと思う。我々はオランダで最も多くの支持層を持っているのだから、エリートと呼ぶことはできないはず」と言及している。
アヤックスはオランダで最も成功したクラブであり、国外では圧倒的な知名度を誇っているが、国内では多くの支持者を持つ一方でアンチの多いクラブでもある。デイヴィ･クラーセンはアウエーで激しい敵意を向けられることに「僕らは最もタイトルを持ち、ベストであることを見せているこの国最大のクラブ。アヤックスが好きか、それとも嫌いかのどちらかで、中間が存在しないように思える」と語っている。

## 対立
1970年代から両クラブのサポーター同士の衝突は頻発しており、最もよく知られている事件として1997年3月23日に北ホラント州ベーフェルヴァイク(Beverwijk)で、両クラブのコア･サポーター フェイエノールトのS.C.F. HooligansとアヤックスのF-Sideのフーリガンが乱闘するという事件が発生。互いにナイフ、野球バット、鉄棒、スタンガン、ハンマーなどの武器を所持する非常に危険な乱闘であり、この乱闘でアヤックス･フーリガン カルロ・ピコルニーが頭部をハンマーで叩かれて死亡してしまう。これが引き金となり、オランダサッカー協会(KNVB)がフーリガン問題に厳しく取り組むこととなった。この事件の結果、1997-98シーズンのデ・クラシケルはアウェーサポーターの入場を禁止して行われたが、それにも関わらず、2005年4月にはフェイエノールトの本拠地であるデ・カイプ周辺で両クラブのフーリガンと警官を巻きこんだ暴動が発生した。フェイエノールトサポーターが、アウェー遠征中のアヤックスサポーターが乗っていた鉄道車両を破壊したため、試合が終わるまでスタジアム外で待つことを強要された。その試合に敗れたフェイエノールトサポーターはアヤックスサポーターと衝突し、警察が撮影した両クラブのフーリガンたちの映像は全国放送で流された。2006年4月に行われたリーグ戦のプレーオフでは両サポーターから799人もの逮捕者が出た。2009年2月、アムステルダム市長とロッテルダム市長は、暴力抑制の取り組みとしてその後5シーズンに渡ってアウェーファンのスタジアム入場を禁止することでオランダサッカー協会と合意に至った。
通常両クラブ間の暴力事件はサポーター間だけに留められているが、2004年デ･トゥーコムストのスポルトパルクでのリザーブチームの対戦ではフェイエノールトの選手たち(ロビン・ファン・ペルシも参加していた)もアヤックス･フーリガンたちに襲撃されている。
両者は2009-10シーズンのKNVBカップ決勝で激突したが、アウェーファンの入場禁止処分を受け、本来ならば伝統的にフェイエノールトの本拠地であるデ・カイプでの一発勝負で行われる試合は互いの本拠地でのホーム&アウエー方式に変更された。
2013-14シーズン、翌シーズンからのアウエーサポーター受け入れ再開の可能性が高まっていたが、2014年4月のKNVB杯決勝PECズヴォレ－アヤックスにおいてアヤックス･サポーターがデ･カイプのピッチに大量の花火を投げ入れる暴挙に出たことで、アヤックスはさらに3年間アウエーサポーターをロッテルダムに送らないことを決定した。その後、両市長により期限を設けずに当面はアウエーサポーターを受け入れないと決められた。

## 移籍

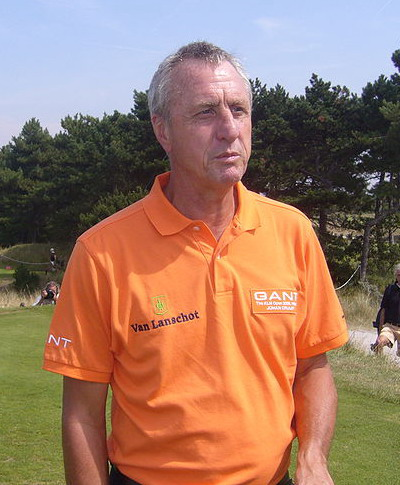
キャリアの晩年にアヤックスからフェイエノールトに移籍したクライフ

## 統計 (1921年以降)[15]
| 試合 | 試合 | 試合 | 試合 | 試合 | 試合 | 試合 |
| 大会 | M    | AJA  | D    | FEY  | GAJA | GFEY |
| --- | ---- | ---- | ---- | ---- | ---- | ---- |
| オランダリーグ | 168  | 76   | 45   | 48   | 348  | 259  |
| オランダリーグ プレーオフ | 5    | 3    | 0    | 2    | 15   | 13   |
| カップ戦 | 18   | 9    | 1    | 8    | 33   | 22   |
| その他 | 9    | 2    | 3    | 4    | 19   | 20   |
| 通算 | 205  | 93   | 49   | 63   | 426  | 324  |
| M - 試合数; D - 引き分け; AJA - アヤックス勝利; FEY - フェイエノールト勝利; GAJA - アヤックス得点; GFEY - フェイエノールト得点;                                              |      |      |      |      |      |      |
| * オランダカップ決勝は1989年以来ロッテルダム・デ・カイプで、オランダ・スーパーカップは現在アムステルダム・アレナで行われるのが伝統になっている。(つまり中立地もそのどちらか) |      |      |      |      |      |      |
| 2024年4月7日現在 |      |      |      |      |      |      |

## 試合一覧 (1921年以降)[16]
| フェイエノールト勝利 | 引き分け | アヤックス勝利 |

| シーズン  | 日時           | ホームチーム     | アウェーチーム   | 結果 | 大会                             |
| --------- | -------------- | ---------------- | ---------------- | ---- | -------------------------------- |
| 1921-22   | 1921年10月9日  | フェイエノールト | アヤックス       | 2-2  | エールステクラッセ               |
| 1921-22   | 1922年3月5日   | アヤックス       | フェイエノールト | 2-0  | エールステクラッセ               |
| 1922-23   |                | フェイエノールト | アヤックス       | 1-1  | エールステクラッセ               |
| 1922-23   |                | アヤックス       | フェイエノールト | 0-2  | エールステクラッセ               |
| 1923-24   |                | フェイエノールト | アヤックス       | 2-3  | エールステクラッセ               |
| 1923-24   | 1924年4月6日   | アヤックス       | フェイエノールト | 1-1  | エールステクラッセ               |
| 1925-26   | 1925年10月4日  | フェイエノールト | アヤックス       | 2-0  | エールステクラッセ               |
| 1925-26   |                | アヤックス       | フェイエノールト | 2-2  | エールステクラッセ               |
| 1926-27   |                | フェイエノールト | アヤックス       | 2-3  | カンピウーンスコンペティティ     |
| 1926-27   | 1927年3月27日  | アヤックス       | フェイエノールト | 0-2  | カンピウーンスコンペティティ     |
| 1927-28   |                | フェイエノールト | アヤックス       | 1-0  | カンピウーンスコンペティティ     |
| 1927-28   |                | アヤックス       | フェイエノールト | 0-3  | カンピウーンスコンペティティ     |
| 1929-30   |                | アヤックス       | フェイエノールト | 1-2  | KNVBカップ                       |
| 1930-31   | 1931年5月10日  | フェイエノールト | アヤックス       | 5-2  | カンピウーンスコンペティティ     |
| 1930-31   |                | アヤックス       | フェイエノールト | 2-2  | カンピウーンスコンペティティ     |
| 1931-32   | 1932年5月1日   | フェイエノールト | アヤックス       | 2-4  | カンピウーンスコンペティティ     |
| 1931-32   |                | アヤックス       | フェイエノールト | 1-3  | カンピウーンスコンペティティ     |
| 1933-34   |                | フェイエノールト | アヤックス       | 1-4  | エールステクラッセ               |
| 1933-34   |                | アヤックス       | フェイエノールト | 7-1  | エールステクラッセ               |
| 1934-35   |                | フェイエノールト | アヤックス       | 2-4  | エールステクラッセ               |
| 1934-35   |                | アヤックス       | フェイエノールト | 4-0  | エールステクラッセ               |
| 1935-36   |                | フェイエノールト | アヤックス       | 3-6  | カンピウーンスコンペティティ     |
| 1935-36   |                | アヤックス       | フェイエノールト | 1-4  | カンピウーンスコンペティティ     |
| 1936-37   | 1937年4月11日  | フェイエノールト | アヤックス       | 3-0  | カンピウーンスコンペティティ     |
| 1936-37   |                | アヤックス       | フェイエノールト | 2-0  | カンピウーンスコンペティティ     |
| 1938-39   |                | フェイエノールト | アヤックス       | 1-0  | エールステクラッセ               |
| 1938-39   |                | アヤックス       | フェイエノールト | 5-0  | エールステクラッセ               |
| 1941-42   |                | フェイエノールト | アヤックス       | 2-0  | エールステクラッセ               |
| 1941-42   |                | アヤックス       | フェイエノールト | 2-1  | エールステクラッセ               |
| 1942-43   |                | フェイエノールト | アヤックス       | 2-0  | エールステクラッセ               |
| 1942-43   |                | アヤックス       | フェイエノールト | 2-3  | エールステクラッセ               |
| 1943-44   |                | フェイエノールト | アヤックス       | 2-1  | エールステクラッセ               |
| 1943-44   |                | アヤックス       | フェイエノールト | 3-0  | エールステクラッセ               |
| 1946-47   |                | フェイエノールト | アヤックス       | 5-3  | エールステクラッセ               |
| 1946-47   |                | アヤックス       | フェイエノールト | 1-1  | エールステクラッセ               |
| 1950      | 1950年3月19日  | アヤックス       | フェイエノールト | 1-4  | 親善試合                         |
| 1956-57   | 1956年11月11日 | フェイエノールト | アヤックス       | 7-3  | エールディヴィジ                 |
| 1956-57   | 1957年3月17日  | アヤックス       | フェイエノールト | 1-0  | エールディヴィジ                 |
| 1957-58   | 1657年10月13日 | アヤックス       | フェイエノールト | 1-2  | エールディヴィジ                 |
| 1957-58   | 1958年3月30日  | フェイエノールト | アヤックス       | 1-3  | エールディヴィジ                 |
| 1958-59   | 1958年11月9日  | アヤックス       | フェイエノールト | 3-1  | エールディヴィジ                 |
| 1958-59   | 1959年4月5日   | フェイエノールト | アヤックス       | 0-5  | エールディヴィジ                 |
| 1959-60   | 1959年12月20日 | アヤックス       | フェイエノールト | 4-1  | エールディヴィジ                 |
| 1959-60   | 1960年5月22日  | フェイエノールト | アヤックス       | 3-0  | エールディヴィジ                 |
| 1959-60   | _              | アヤックス       | フェイエノールト | 5-1  | エールディヴィジ、プレーオフ     |
| 1959-60   | 1960年6月?日   | アヤックス       | フェイエノールト | 1-6  | Plaatsing Europacup              |
| 1959-60   | 1960年6月?日   | フェイエノールト | アヤックス       | 4-2  | Plaatsing Europacup              |
| 1960-61   | 1960年8月28日  | フェイエノールト | アヤックス       | 9-5  | エールディヴィジ                 |
| 1960-61   | 1961年2月5日   | アヤックス       | フェイエノールト | 0-1  | エールディヴィジ                 |
| 1961-62   | 1961年10月15日 | アヤックス       | フェイエノールト | 1-3  | エールディヴィジ                 |
| 1961-62   | 1962年3月18日  | フェイエノールト | アヤックス       | 1-2  | エールディヴィジ                 |
| 1961-62   | _              | アヤックス       | フェイエノールト | 4-2  | UEFAインタートトカップ           |
| 1962-63   | 1962年9月2日   | フェイエノールト | アヤックス       | 1-1  | エールディヴィジ                 |
| 1962-63   | 1963年3月24日  | アヤックス       | フェイエノールト | 1-3  | エールディヴィジ                 |
| 1963-64   | 1963年9月22日  | フェイエノールト | アヤックス       | 1-1  | エールディヴィジ                 |
| 1963-64   | 1964年2月16日  | アヤックス       | フェイエノールト | 1-1  | エールディヴィジ                 |
| 1964-65   | 1964年11月29日 | フェイエノールト | アヤックス       | 9-4  | エールディヴィジ                 |
| 1964-65   | 1965年4月19日  | アヤックス       | フェイエノールト | 1-1  | エールディヴィジ                 |
| 1965-66   | 1966年1月9日   | フェイエノールト | アヤックス       | 1-1  | エールディヴィジ                 |
| 1965-66   | 1966年5月18日  | アヤックス       | フェイエノールト | 2-0  | エールディヴィジ                 |
| 1966-67   | 1966年11月13日 | アヤックス       | フェイエノールト | 5-0  | エールディヴィジ                 |
| 1966-67   | 1967年3月27日  | フェイエノールト | アヤックス       | 1-1  | エールディヴィジ                 |
| 1966-67   | _              | アヤックス       | フェイエノールト | 3-1  | KNVBカップ                       |
| 1967-68   | 1967年9月3日   | フェイエノールト | アヤックス       | 1-0  | エールディヴィジ                 |
| 1967-68   | 1968年3月10日  | アヤックス       | フェイエノールト | 1-0  | エールディヴィジ                 |
| 1968-69   | 1968年11月17日 | アヤックス       | フェイエノールト | 0-1  | エールディヴィジ                 |
| 1968-69   | 1969年3月9日   | アヤックス       | フェイエノールト | 1-2  | KNVBカップ                       |
| 1968-69   | 1969年4月20日  | フェイエノールト | アヤックス       | 1-1  | エールディヴィジ                 |
| 1969-70   | 1969年11月2日  | フェイエノールト | アヤックス       | 1-0  | エールディヴィジ                 |
| 1969-70   | 1970年4月26日  | アヤックス       | フェイエノールト | 3-3  | エールディヴィジ                 |
| 1970-71   | 1970年12月20日 | フェイエノールト | アヤックス       | 1-1  | エールディヴィジ                 |
| 1970-71   | 1971年5月27日  | アヤックス       | フェイエノールト | 1-3  | エールディヴィジ                 |
| 1970-71   | 1971年4月7日   | フェイエノールト | アヤックス       | 1-2  | KNVBカップ                       |
| 1971-72   | 1971年11月7日  | アヤックス       | フェイエノールト | 2-1  | エールディヴィジ                 |
| 1971-72   | 1972年4月15日  | フェイエノールト | アヤックス       | 1-5  | エールディヴィジ                 |
| 1972-73   | 1972年9月17日  | フェイエノールト | アヤックス       | 2-0  | エールディヴィジ                 |
| 1972-73   | 1973年3月3日   | アヤックス       | フェイエノールト | 2-1  | エールディヴィジ                 |
| 1973-74   | 1973年11月23日 | アヤックス       | フェイエノールト | 2-1  | エールディヴィジ                 |
| 1973-74   | 1974年2月17日  | フェイエノールト | アヤックス       | 2-2  | エールディヴィジ                 |
| 1974-75   | 1974年10月27日 | フェイエノールト | アヤックス       | 2-1  | エールディヴィジ                 |
| 1974-75   | 1975年3月9日   | アヤックス       | フェイエノールト | 0-1  | エールディヴィジ                 |
| 1975-76   | 1975年11月1日  | アヤックス       | フェイエノールト | 6-0  | エールディヴィジ                 |
| 1975-76   | 1976年4月4日   | フェイエノールト | アヤックス       | 4-1  | エールディヴィジ                 |
| 1976-77   | 1976年11月14日 | フェイエノールト | アヤックス       | 1-1  | エールディヴィジ                 |
| 1976-77   | 1977年4月24日  | アヤックス       | フェイエノールト | 2-1  | エールディヴィジ                 |
| 1977-78   | 1977年9月4日   | アヤックス       | フェイエノールト | 2-2  | エールディヴィジ                 |
| 1977-78   | 1978年2月12日  | フェイエノールト | アヤックス       | 1-1  | エールディヴィジ                 |
| 1978-79   | 1978年10月28日 | アヤックス       | フェイエノールト | 0-0  | エールディヴィジ                 |
| 1978-79   | 1979年4月29日  | フェイエノールト | アヤックス       | 1-1  | エールディヴィジ                 |
| 1979-80   | 1979年9月29日  | フェイエノールト | アヤックス       | 4-0  | エールディヴィジ                 |
| 1979-80   | 1980年3月9日   | アヤックス       | フェイエノールト | 1-1  | エールディヴィジ                 |
| 1979-80   | 1980年5月17日  | フェイエノールト | アヤックス       | 3-1  | KNVBカップ決勝                   |
| 1980-81   | 1980年12月7日  | フェイエノールト | アヤックス       | 4-2  | エールディヴィジ                 |
| 1980-81   | 1981年5月24日  | アヤックス       | フェイエノールト | 4-1  | エールディヴィジ                 |
| 1981-82   | 1981年8月19日  | アヤックス       | フェイエノールト | 1-1  | エールディヴィジ                 |
| 1981-82   | 1982年1月31日  | フェイエノールト | アヤックス       | 2-2  | エールディヴィジ                 |
| 1982-83   | 1982年11月28日 | フェイエノールト | アヤックス       | 2-2  | エールディヴィジ                 |
| 1982-83   | 1983年5月1日   | アヤックス       | フェイエノールト | 3-3  | エールディヴィジ                 |
| 1983-84   | 1983年9月18日  | アヤックス       | フェイエノールト | 8-2  | エールディヴィジ                 |
| 1983-84   | 1984年1月25日  | アヤックス       | フェイエノールト | 2-2  | KNVBカップ                       |
| 1983-84   | 1984年2月15日  | フェイエノールト | アヤックス       | 2-1  | KNVBカップ (AET)                 |
| 1983-84   | 1984年2月26日  | フェイエノールト | アヤックス       | 4-1  | エールディヴィジ                 |
| 1984-85   | 1984年11月25日 | フェイエノールト | アヤックス       | 1-3  | エールディヴィジ                 |
| 1984-85   | 1985年5月19日  | アヤックス       | フェイエノールト | 4-2  | エールディヴィジ                 |
| 1985-86   | 1985年10月6日  | アヤックス       | フェイエノールト | 1-2  | エールディヴィジ                 |
| 1985-86   | 1986年3月31日  | フェイエノールト | アヤックス       | 3-1  | エールディヴィジ                 |
| 1986-87   | 1986年11月2日  | フェイエノールト | アヤックス       | 2-3  | エールディヴィジ                 |
| 1986-87   | 1987年5月17日  | アヤックス       | フェイエノールト | 1-3  | エールディヴィジ                 |
| 1987-88   | 1987年11月1日  | アヤックス       | フェイエノールト | 3-1  | エールディヴィジ                 |
| 1987-88   | 1988年4月24日  | フェイエノールト | アヤックス       | 1-3  | エールディヴィジ                 |
| 1988-89   | 1988年11月13日 | フェイエノールト | アヤックス       | 1-2  | エールディヴィジ                 |
| 1988-89   | 1989年4月16日  | アヤックス       | フェイエノールト | 4-1  | エールディヴィジ                 |
| 1989-90   | 1989年10月22日 | アヤックス       | フェイエノールト | 1-1  | エールディヴィジ                 |
| 1989-90   | 1990年4月1日   | フェイエノールト | アヤックス       | 0-1  | エールディヴィジ                 |
| 1990-91   | 1990年12月9日  | フェイエノールト | アヤックス       | 0-4  | エールディヴィジ                 |
| 1990-91   | 1991年5月20日  | アヤックス       | フェイエノールト | 2-0  | エールディヴィジ                 |
| 1991-92   | 1991年11月17日 | フェイエノールト | アヤックス       | 2-0  | エールディヴィジ                 |
| 1991-92   | 1991年12月22日 | アヤックス       | フェイエノールト | 3-1  | エールディヴィジ                 |
| 1991-92   | 1992年3月8日   | フェイエノールト | アヤックス       | 1-0  | KNVBカップ                       |
| 1992-93   | 1992年11月15日 | フェイエノールト | アヤックス       | 0-3  | エールディヴィジ                 |
| 1992-93   | 1993年3月31日  | フェイエノールト | アヤックス       | 0-5  | KNVBカップ                       |
| 1992-93   | 1993年5月9日   | アヤックス       | フェイエノールト | 5-2  | エールディヴィジ                 |
| 1993-94   | 1993年8月8日   | フェイエノールト | アヤックス       | 0-4  | ヨハン・クライフ・シャール       |
| 1993-94   | 1993年10月24日 | アヤックス       | フェイエノールト | 2-2  | エールディヴィジ                 |
| 1993-94   | 1994年3月27日  | フェイエノールト | アヤックス       | 2-1  | エールディヴィジ                 |
| 1994-95   | 1994年8月21日  | アヤックス       | フェイエノールト | 3-0  | ヨハン・クライフ・シャール       |
| 1994-95   | 1995年2月22日  | アヤックス       | フェイエノールト | 4-1  | エールディヴィジ                 |
| 1994-95   | 1995年3月8日   | アヤックス       | フェイエノールト | 1-2  | KNVBカップ (AET)                 |
| 1994-95   | 1995年5月18日  | フェイエノールト | アヤックス       | 0-5  | エールディヴィジ                 |
| 1995-96   | 1995年8月16日  | フェイエノールト | アヤックス       | 1-2  | ヨハン・クライフ・シャール (AET) |
| 1995-96   | 1995年10月22日 | フェイエノールト | アヤックス       | 2-4  | エールディヴィジ                 |
| 1995-96   | 1996年3月24日  | アヤックス       | フェイエノールト | 2-0  | エールディヴィジ                 |
| 1996-97   | 1996年11月24日 | フェイエノールト | アヤックス       | 2-2  | エールディヴィジ                 |
| 1996-97   | 1997年2月23日  | アヤックス       | フェイエノールト | 3-0  | エールディヴィジ                 |
| 1997-98   | 1997年10月26日 | アヤックス       | フェイエノールト | 4-0  | エールディヴィジ                 |
| 1997-98   | 1998年4月5日   | フェイエノールト | アヤックス       | 0-1  | エールディヴィジ                 |
| 1998-99   | 1998年12月20日 | フェイエノールト | アヤックス       | 1-1  | エールディヴィジ                 |
| 1998-99   | 1999年4月14日  | アヤックス       | フェイエノールト | 2-1  | KNVBカップ                       |
| 1998-99   | 1999年5月2日   | アヤックス       | フェイエノールト | 6-0  | エールディヴィジ                 |
| 1999-2000 | 1999年8月8日   | アヤックス       | フェイエノールト | 2-3  | ヨハン・クライフ・シャール       |
| 1999-2000 | 1999年9月10日  | アヤックス       | フェイエノールト | 2-2  | エールディヴィジ                 |
| 1999-2000 | 2000年4月23日  | フェイエノールト | アヤックス       | 1-1  | エールディヴィジ                 |
| 2000-01   | 2000年12月10日 | フェイエノールト | アヤックス       | 3-1  | エールディヴィジ                 |
| 2000-01   | 2001年5月13日  | アヤックス       | フェイエノールト | 3-4  | エールディヴィジ                 |
| 2001-02   | 2001年8月26日  | フェイエノールト | アヤックス       | 1-2  | エールディヴィジ                 |
| 2001-02   | 2002年3月3日   | アヤックス       | フェイエノールト | 1-1  | エールディヴィジ                 |
| 2002-03   | 2002年10月6日  | フェイエノールト | アヤックス       | 1-2  | エールディヴィジ                 |
| 2002-03   | 2003年2月9日   | アヤックス       | フェイエノールト | 1-1  | エールディヴィジ                 |
| 2002-03   | 2003年4月16日  | フェイエノールト | アヤックス       | 1-0  | KNVBカップ                       |
| 2003-04   | 2003年11月30日 | アヤックス       | フェイエノールト | 2-0  | エールディヴィジ                 |
| 2003-04   | 2004年4月11日  | フェイエノールト | アヤックス       | 1-1  | エールディヴィジ                 |
| 2004-05   | 2004年11月14日 | アヤックス       | フェイエノールト | 1-1  | エールディヴィジ                 |
| 2004-05   | 2005年4月17日  | フェイエノールト | アヤックス       | 2-3  | エールディヴィジ                 |
| 2005-06   | 2005年8月28日  | アヤックス       | フェイエノールト | 1-2  | エールディヴィジ                 |
| 2005-06   | 2006年2月5日   | フェイエノールト | アヤックス       | 3-2  | エールディヴィジ                 |
| 2005-06   | 2006年4月20日  | アヤックス       | フェイエノールト | 3-0  | エールディヴィジ プレーオフ      |
| 2005-06   | 2006年4月23日  | フェイエノールト | アヤックス       | 2-4  | エールディヴィジ プレーオフ      |
| 2006-07   | 2006年10月22日 | フェイエノールト | アヤックス       | 0-4  | エールディヴィジ                 |
| 2006-07   | 2007年2月4日   | アヤックス       | フェイエノールト | 4-1  | エールディヴィジ                 |
| 2007-08   | 2007年11月11日 | フェイエノールト | アヤックス       | 2-2  | エールディヴィジ                 |
| 2007-08   | 2008年2月3日   | アヤックス       | フェイエノールト | 3-0  | エールディヴィジ                 |
| 2008-09   | 2008年9月21日  | フェイエノールト | アヤックス       | 2-2  | エールディヴィジ                 |
| 2008-09   | 2009年2月15日  | アヤックス       | フェイエノールト | 2-0  | エールディヴィジ                 |
| 2009-10   | 2009年11月1日  | アヤックス       | フェイエノールト | 5-1  | エールディヴィジ                 |
| 2009-10   | 2010年1月31日  | フェイエノールト | アヤックス       | 1-1  | エールディヴィジ                 |
| 2009-10   | 2010年4月25日  | アヤックス       | フェイエノールト | 2-0  | KNVBカップ決勝 1stレグ           |
| 2009-10   | 2010年5月6日   | フェイエノールト | アヤックス       | 1-4  | KNVBカップ決勝 2ndレグ           |
| 2010-11   | 2010年9月19日  | フェイエノールト | アヤックス       | 1-2  | エールディヴィジ                 |
| 2010-11   | 2011年1月19日  | アヤックス       | フェイエノールト | 2-0  | エールディヴィジ                 |
| 2011-12   | 2011年10月23日 | アヤックス       | フェイエノールト | 1-1  | エールディヴィジ                 |
| 2011-12   | 2012年1月29日  | フェイエノールト | アヤックス       | 4-2  | エールディヴィジ                 |
| 2012-13   | 2012年10月28日 | フェイエノールト | アヤックス       | 2-2  | エールディヴィジ                 |
| 2012-13   | 2013年1月20日  | アヤックス       | フェイエノールト | 3-0  | エールディヴィジ                 |
| 2013-14   | 2013年8月18日  | アヤックス       | フェイエノールト | 2-1  | エールディヴィジ                 |
| 2013-14   | 2014年1月22日  | アヤックス       | フェイエノールト | 3-1  | KNVBカップ                       |
| 2013-14   | 2014年3月2日   | フェイエノールト | アヤックス       | 1-2  | エールディヴィジ                 |
| 2014-15   | 2014年9月21日  | フェイエノールト | アヤックス       | 0-1  | エールディヴィジ                 |

## 移籍[17]

### アヤックスからフェイエノールトへの移籍
| ポジション | 名前                               | 移籍年    |
| ---------- | ---------------------------------- | --------- |
| GK         | エディ・ピエテルス・グラーフランド | 1958年    |
| FW         | ヘンク・グルート                   | 1963年    |
| FW         | ヨハン・クライフ                   | 1983年    |
| DF         | アーノルド・スコルテン             | 1990年1月 |
| FW         | アンゲロス・ハリステアス           | 2006年    |

### フェイエノールトからアヤックスへの移籍

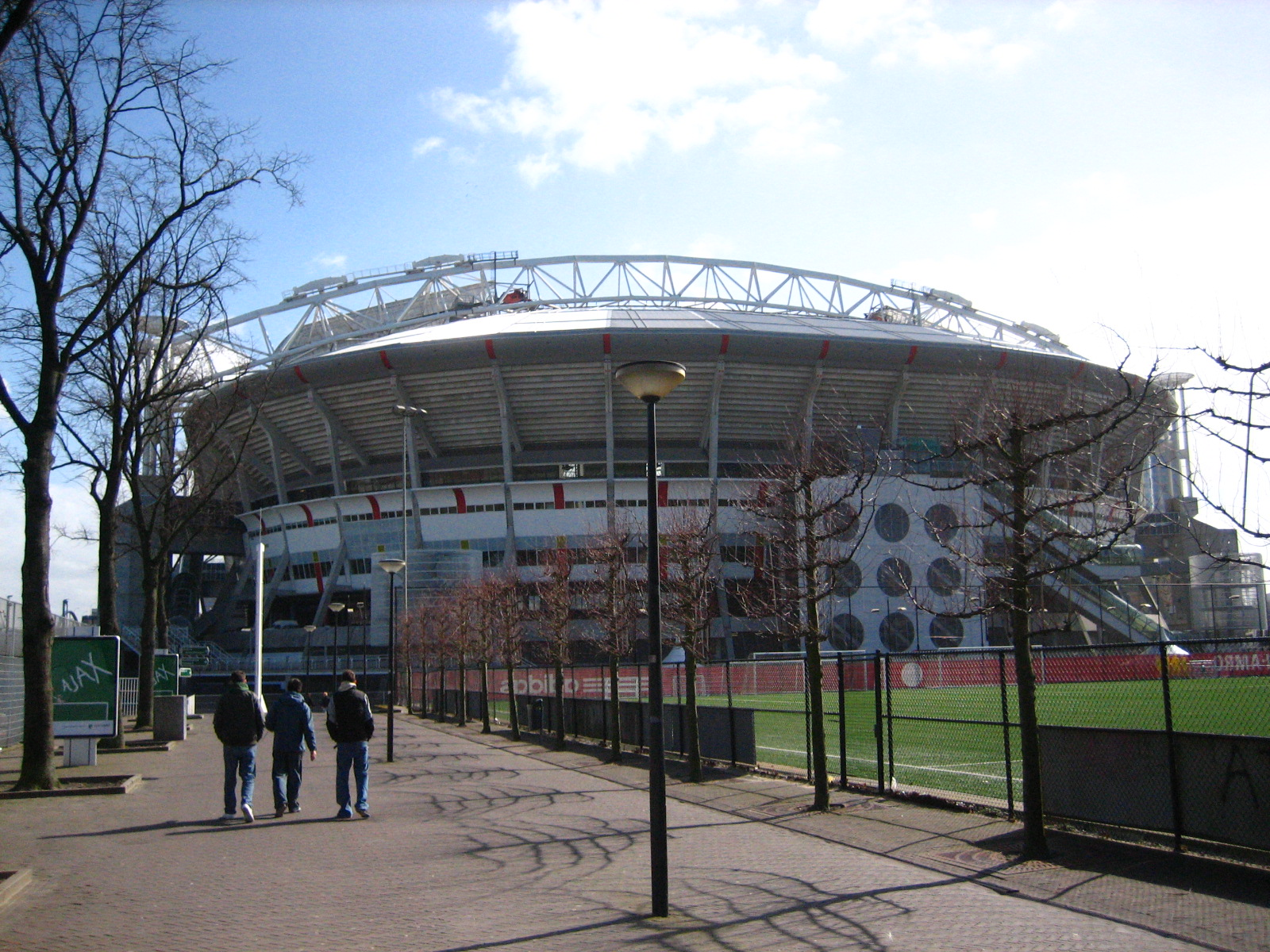
アヤックスの本拠地アムステルダム・アレナ

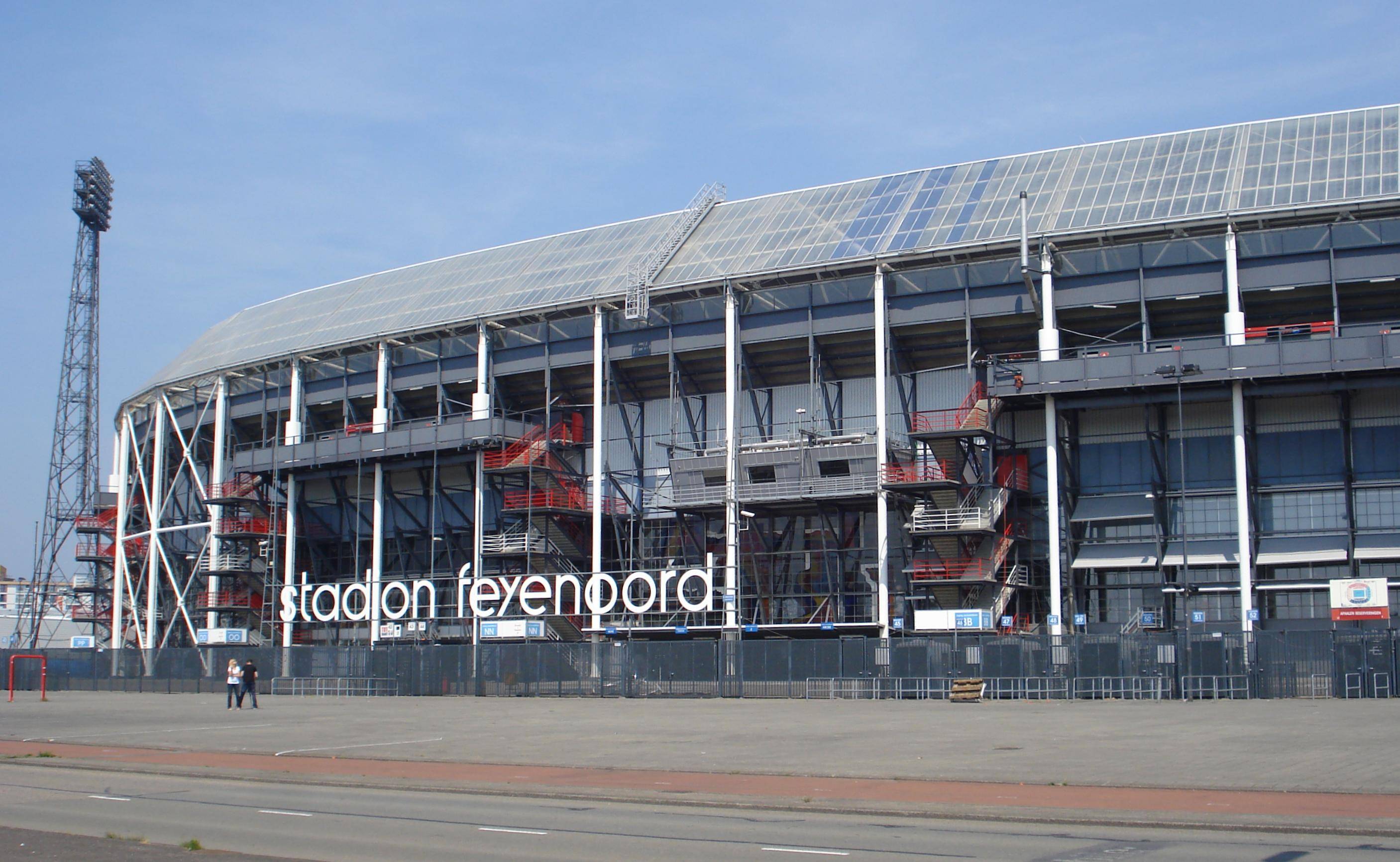
フェイエノールトの本拠地デ・カイプ

| ポジション | 名前                   | 移籍年 |
| ---------- | ---------------------- | ------ |
| FW         | ヘンク・グルート       | 1965年 |
| DF         | アーノルド・スコルテン | 1995年 |
| MF         | リヒャルト・クノッペル | 1997年 |
| GK         | ヘンク・ティメル       | 2002年 |

### アヤックスから他クラブを経由してフェイエノールトへの移籍
| ポジション | 名前                         |
| ---------- | ---------------------------- |
| FW         | ヨハン・クライフ             |
| DF         | ケジェ・モレナール           |
| FW         | ペーター・ファン・フォッセン |
| GK         | ヘンク・ティメル             |
| FW         | アンゲロス・ハリステアス     |
| MF         | セルジーニョ・グレーネ       |
| MF         | エファンデル・スノ           |
| DF         | ドワイト・ティーンダリ       |
| DF         | ティム・デ・クレル           |

### フェイエノールトから他クラブを経由してアヤックスへの移籍
| ポジション | 名前                     |
| ---------- | ------------------------ |
| FW         | ルート・ヘールス         |
| MF         | ディーン・ホッレ         |
| GK         | ロブ・ウィッヘ           |
| FW         | ロナルド・グラーフランド |
| MF         | リシャルト・クノッペル   |
| FW         | レオナルド・サンティアゴ |
| DF         | エファンデル・スノ       |

## 誤用
日本ではサッカーファン、メディアを通してデ･クラシケルにPSVが入ると認識されがちだが、、これは間違い。この誤認はエールディヴィジにおけるビッグ3のイメージが影響していると思われるが、『デ･クラシケル』とは単に強豪同士の対戦ではなく、アムステルダムとロッテルダムというオランダを代表する大都市をホームとする伝統あるビッグクラブ同士の対戦であり、エリートと労働者(いわゆる『傲慢な都会人』対『勤勉な労働者』)というオランダ･フットボール史における大きなイデオロギーの対立を今に留める象徴的な意味合いを持つカードであるため、都会から遠く離れた地方にあるPSVは含まれない。